# Одержимі коханням
Одержимі коханням (англ. Hell Bent for Love) — кримінальний фільм 1934 року режисера Д. Росса Ледермана з Тімом Маккоєм та Ліліан Бонд у головних ролях. 

## У ролях
- Тім Маккой — капітан поліції Тім Дейлі
- Ліліан Бонд — Міллісент «Міллі» Гарленд
- Бредлі Пейдж — «Тригер» Талано
- Вінсент Шерман — Джонні Франка
- Лейф МакКі — Тато Дейлі
- Гаррі С. Бредлі — професор
- Веджвуд Ноуелл — адвокат Келлі Дрейк
- Едді Стерджіс — майор Доусон
- Ерні Адамс — підручний Джо Барнард
- Хел Прайс — Дюк Аллен
- Макс Вагнер — Ернест Даллас
- Гай Ашер — начальник поліції О'Браєн
- Едвар Лесент — суддя